# 俞长栋
俞长栋（1991年10月26日—），男，山东滕州人，中国篮球运动员。曾效力于新疆喀什古城队。現效力於北京紫禁勇士。他曾代表中国国家队参加2018年亚洲运动会男子篮球比赛，并获得金牌。